# Right Now: Live at the Jazz Workshop

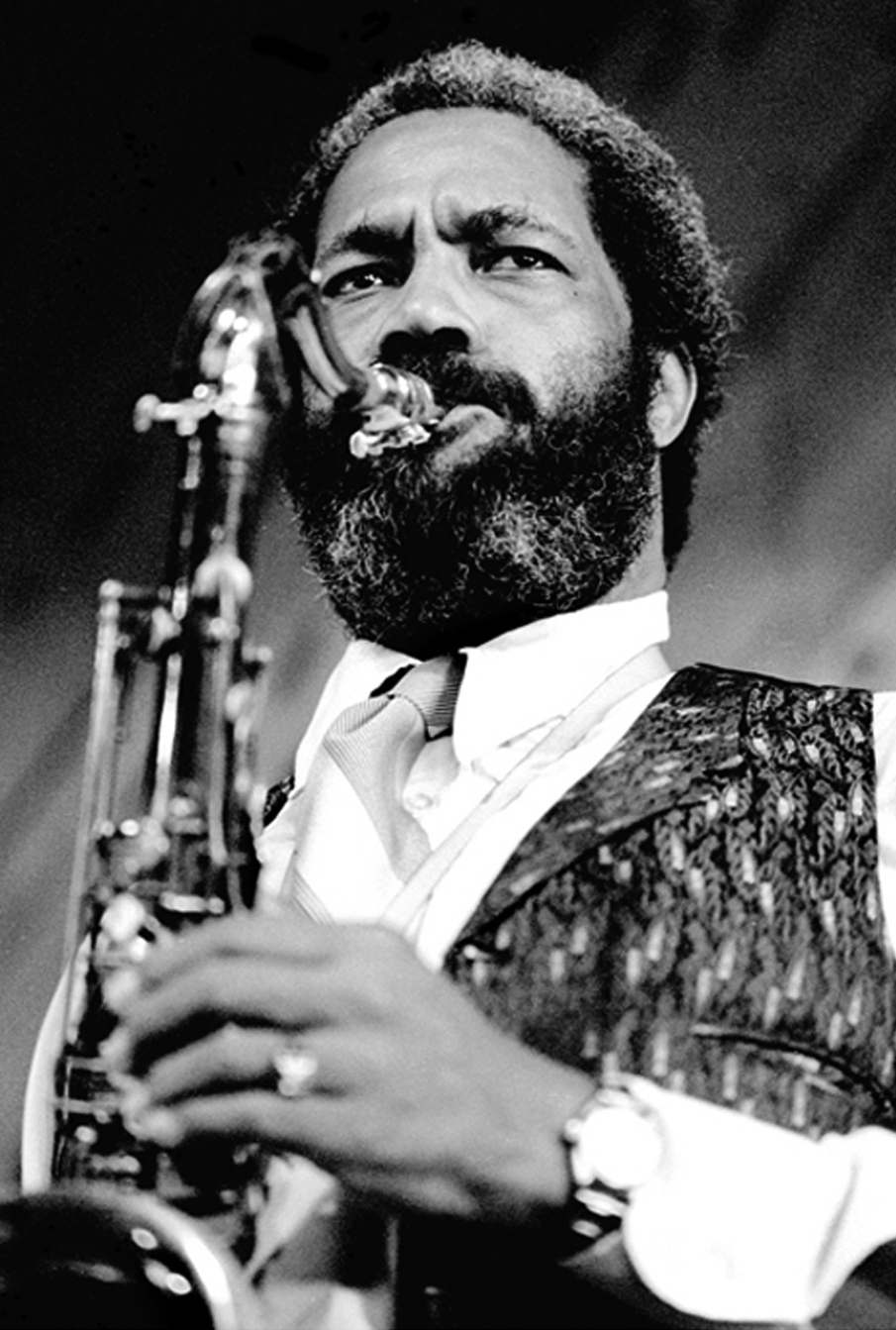
Clifford Jordan (1980)

Right Now: Live at the Jazz Workshop ist ein Jazzalbum von Charles Mingus, das am 2. und 3. Juni 1964 im Jazzclub The Jazz Showcase in San Francisco mitgeschnitten wurde. Es erschien im selben Jahr auf Fantasy Records.

## Hintergrund
Nach seiner erfolgreichen Europatournee kehrte Mingus mit den Resten seiner Band in die Vereinigten Staaten zurück, ohne Johnny Coles und ohne Eric Dolphy, der im Juni 1964 in Berlin starb. Die Mingus-Band trat bereits vier Wochen später in veränderter Besetzung mehrere Abende im Jazz Workshop in San Francisco auf. Die Mitschnitte für das Album entstanden an den beiden letzten Abenden. Mit Mingus spielten der Tenorsaxophonist Clifford Jordan und der Schlagzeuger Dannie Richmond; die Pianistin Jane Getz ersetzte Jaki Byard und der Altsaxophonist John Handy kam in New Fables hinzu. Die Band spielt ausgedehnte Versionen der beiden Mingus-Kompositionen Meditations on Integration (hier unter dem Titel Meditation for a Pair of Wire Cutters) und Fables of Faubus (hier New Fables betitelt).
Nach seiner Rückkehr an die Ostküste erweiterte Mingus seine Band durch den Zugang von Lonnie Hillyer und Charles McPherson wieder zum Sextett, in das auch Jaki Byard wieder zurückkehrte.

## Titelliste
- Charles Mingus: Right Now: Live at the Jazz Workshop (Debut LP 86017, Fantasy 86017)
  1. New Fables (Charles Mingus) – 23:18
  2. Meditation (For a Pair of Wire Cutters) (Charles Mingus) – 23:44

## Rezeption
Scott Yanow verlieh dem Album im Allmusic drei Sterne (von fünf) und urteilte

“Although not up to the passionate level of the Mingus-Dolphy Quintet, this underrated unit holds its own.”

„Obwohl es nicht an das leidenschaftliche Niveau des Mingus-Dolphy-Quintetts heranreicht, hält dieser unterbewertete Mitschnitt stand.“

Für den Mingus-Biografen Todd S. Jenkins stellt der Mitschnitt der beiden Titel „ein eher ungewöhnliches, aber dramatisch spannungsreiches Paar“ dar. The Rolling Stone Jazz & Blues Album Guide verlieh dem Album drei Sterne (von fünf).
Jim Santella lobte in seiner Rezension (1997) in All About Jazz die gute Klangqualität des Mitschnitts; „und die Feinheiten sind wiedergegeben; man kann zuhören, wie Mingus seine Gefolgsleute antreibt, indem er die Bass-Saiten gegen das Holz schlägt, und da sind die Publikumsgeräusche, an denen man merkt, dass dies eine Live-Session ist.“ In New Fables wechsele Mingus die Stimmungen, wie es ihm passe, Avantgarde, Blues, Flamenco und Straight-Ahead-Jazz. Handys Beitrag sei „ergreifend, sehr fantasiereich, technisch bezwingend, und ein Vorbote dessen, was im folgenden Jahr in Monterey kommen sollte.“ Meditations dagegen bot ein unterschiedliches Programm: Mingus spielte den Bass mit dem Bogen in Cello-Manier sicher und erstklassig, und die junge Jane Getz spielte locker, frei und fesselnd, und für einen kurzen Moment kommt Mingus zu einem vierhändigen Piano-Intermezzo hinzu. Das Stück sei eine dahingleitende Ballade, doch ereignen sich konstant Wechsel. Er zitiert die Liner Notes von Rachel Sales, wonach wir einiges von Mingus, dem Bassisten-Komponisten zu erwarten haben: den Klang des Überschwangs, des zornigen Mitleidenschaft, oder Freude und Wut, alles zu riskieren und vor allem der Klang der Überraschung.
Für den Mingus-Produzenten Horst Weber und Gerd Filtgen leidet das Album hingegen „unter mäßiger Aufnahmequalität“; auch sei Jane Getz in New Fables kaum zu hören. „John Handy spielt hier mehr die Rolle des eingestiegenen Gastes, denn im Thema spielt er gar nicht mit, sondern folgt erst nach Clifford Jordan mit durchaus attraktiven Beiträgen in Form einer »blowing session«.“ Für die Autoren fehlen bei dieser Quartett-Aufnahme die sonst üblichen Kontraste in den größeren Besetzungen, „die Mingus durch seine Head Arrangements mit verschiedenen Bläsern zusammen erarbeitete.“
Die Kritiker Richard Cook und Brian Morton verliehen dem Album in The Penguin Guide to Jazz drei Sterne (von vier) und verwiesen darauf, dass Jane Getz nicht an Jaki Byard heranreiche. Hingegen lobten die Autoren das funkige Spiel John Handys, der ruppiger als McPherson spiele.